# Pikku-Salminen
Pikku-Salminen eller Pieni Salmijärvi är en sjö i Finland. Den ligger i kommunen Puolango i landskapet Kajanaland, i den centrala delen av landet, 500 km norr om huvudstaden Helsingfors. Pikku-Salminen ligger 210 meter över havet. Den är 9,3 meter djup. Arean är 45,6 hektar och strandlinjen är 5,93 kilometer lång. Sjön  ingår i Kiminge älvs huvudavrinningsområde. 